# Längelmäki
Längelmäki est une ancienne municipalité du sud-ouest de la Finlande. Elle se situe dans la région du Pirkanmaa.
La petite commune forestière est coincée entre les villes industrielles du Pirkanmaa comme de Finlande-Centrale. Elle est assez pauvre, peu peuplée et se bat contre un taux de chômage supérieur à 3 %. En 60 ans sa population a baissé de 62 %, un des plus forts taux du pays (4 325 habitants en 1957). La commune ne s'anime guère qu'en été, lorsque les 4 700 maisons de vacances se remplissent de finlandais fuyant les grandes villes.
Devant les difficultés de la municipalité à financer les dépenses sociales et de santé pour une population vieillissante, elle a accepté de disparaître, non pas en fusionnant avec une seule commune comme c'est généralement la règle mais en étant partagée entre les villes d'Orivesi et Jämsä, situées dans deux régions différentes. La fusion est effective depuis le 1er janvier 2007, 64 % de la population incluant le centre administratif étant rattachés à Jämsä et le reste à Orivesi.
Le centre administratif, traversé par la nationale 9 (E63), se situe à 25 km du centre-ville d'Orivesi, 26 de Jämsä, 60 de Tampere et 80 de Jyväskylä. Il se situe à l'extrémité est du grand lac Längelmävesi.
Les communes voisines, outre Jämsä au nord-est et Orivesi au sud-ouest, sont Kuhmalahti au sud, Juupajoki à l'ouest et Kuhmoinen à l'est (en Finlande-Centrale).